# Пйотрковиці (Козеницький повіт)
Пйотрковиці (пол. Piotrkowice) — село в Польщі, у гміні Козениці Козеницького повіту Мазовецького воєводства.
Населення — 178 осіб (2011).
У 1975-1998 роках село належало до Радомського воєводства.

## Демографія
Демографічна структура станом на 31 березня 2011 року:
|          | Загалом | Допрацездатний вік | Працездатний вік | Постпрацездатний вік |
| -------- | ------- | ------------------ | ---------------- | -------------------- |
| Чоловіки | 98      | 21                 | 67               | 10                   |
| Жінки    | 80      | 12                 | 45               | 23                   |
| Разом    | 178     | 33                 | 112              | 33                   |